# Генефер (Юта)
Генефер (англ. Henefer) — місто (англ. town) в США, в окрузі Самміт штату Юта. Населення — 838 осіб (2020).

## Географія
Генефер розташований за координатами 41°1′3″ пн. ш. 111°29′35″ зх. д. / 41.01750° пн. ш. 111.49306° зх. д. (41.017618, -111.493095).  За даними Бюро перепису населення США в 2010 році місто мало площу 4,40 км², уся площа — суходіл. В 2017 році площа становила 6,37 км², уся площа — суходіл.

## Демографія
Згідно з переписом 2010 року, у місті мешкало 766 осіб у 247 домогосподарствах у складі 196 родин. Густота населення становила 174 особи/км².  Було 264 помешкання (60/км²).
Расовий склад населення:
| - 97,7 % — білих - 0,3 % — корінних американців - 0,1 % — азіатів - 1,6 % — осіб інших рас |

До двох чи більше рас належало 0,4 %. Частка іспаномовних становила 3,9 % від усіх жителів.
За віковим діапазоном населення розподілялося таким чином: 35,9 % — особи молодші 18 років, 53,8 % — особи у віці 18—64 років, 10,3 % — особи у віці 65 років та старші. Медіана віку мешканця становила 29,6 року. На 100 осіб жіночої статі у місті припадало 105,4 чоловіків;  на 100 жінок у віці від 18 років та старших — 95,6 чоловіків також старших 18 років.
Середній дохід на одне домашнє господарство  становив 60 755 доларів США (медіана — 53 516), а середній дохід на одну сім'ю — 70 558 доларів (медіана — 70 446). Медіана доходів становила 57 250 доларів для чоловіків та 30 750 доларів для жінок. За межею бідності перебувало 10,0 % осіб, у тому числі 17,5 % дітей у віці до 18 років та 0,0 % осіб у віці 65 років та старших.
Цивільне працевлаштоване населення становило 253 особи. Основні галузі зайнятості: освіта, охорона здоров'я та соціальна допомога — 24,1 %, будівництво — 20,2 %, роздрібна торгівля — 12,3 %, виробництво — 10,3 %.